# Platybunus hungaricus
Platybunus hungaricus is een hooiwagen uit de familie echte hooiwagens (Phalangiidae).